# Битка код Трајанових врата
Битка код Трајанових врата одиграла се 17. августа 986. године између бугарских и византијских снага. То је био највећи пораз цара Василија II у борбама са Самуилом.
Након неуспешне опсаде Софије, Василије се са војском повукао према Тракији. У кланцу такозваних Трајанових врата Самуилове чете су их нападоле и направиле прави покољ. Царев шатор, све благо и сав пртљаг су били заплењени. Огроман број византијских војника страдао је у борби. Последица овог пораза је нови грађански рат у Византији.